# لغة الله (كتاب)
لغة الله: العلم يقدم دليلا للإيمان (بالإنجليزية: The Language of God A Scientist Presents Evidence for Belief)‏ هو كتاب لفرانسيس كولينز الذي يُدافع فيه عن نظرية التطور الإلهي.
يقترح الكتاب مفهوم (التصميم الإلهي الحيوي) والذي يسميه BioLogos ومن خلاله يعرب عن الاعتقاد بأن الله هو مصدر كل حياة، وأن الحياة تعبر عن إرادة الله وأن العلم والإيمان هما وجهان لعملة واحدة،
يستند مصطلح التصميم الإلهي الحيوي لكولينز على الأسس التالية : تم خلق الكون من قبل الله ومن خصائص الكون أنه مضبوط من أجل الحياة، الآلية الدقيقة لأصل الحياة على الأرض ما تزال غير معروفة، بدأت الحياة مرة واحدة والبشر هم جزء من هذه العملية والتي تمت بتدخل الهي مباشر ولذا فهم مميزون في خلقهم بامتلاكهم معرفة الصواب والخطأ والبحث عن الله. 

## روابط خارجية
- The BioLogos Foundation
- The Language of God on BioLogos.org
- Decoding the Language of God: Can a Scientist Really Be a Believer?
- An extended, chapter-by-chapter review by atheist B.J. Marshall, on Patheos
- Book Review - Writing outside his field